# Nhơn Nghĩa
Nhơn Nghĩa là một xã thuộc huyện Phong Điền, thành phố Cần Thơ, Việt Nam.
Xã Nhơn Nghĩa có diện tích 40,99 km², dân số năm 1999 là 28.704 người, mật độ dân số đạt 700 người/km².